# Rovanvälijärvet
Rovanvälijärvet är ett antal småsjöar i Gällivare kommun i ett område där Jukkasjärvi socken och därmed Kiruna kommun har vissa små enklaver, i vilka en av sjöarnas utloppskoordinater ligger. Två av sjöarna är:
- Rovanvälijärvet (Gällivare socken, Lappland), sjö i Gällivare kommun, 67°26′02″N 21°25′30″Ö / 67.4339°N 21.4249°Ö (5,07 ha)
- Rovanvälijärvet (Jukkasjärvi socken, Lappland), sjö i Gällivare kommun, 67°26′19″N 21°24′49″Ö / 67.4385°N 21.4135°Ö (7,16 ha)